# Sébastien Ogier
Sébastien Ogier (ur. 17 grudnia 1983 roku w Gap) – francuski kierowca rajdowy i wyścigowy, ośmiokrotny rajdowy mistrz świata. Od sezonu 2020 reprezentujący japoński zespół fabryczny Toyota GAZOO Racing WRT.
Debiutował w rajdach w 2005 roku, startując w programie francuskiej federacji (FFSA) dla młodych zawodników. W 2007 roku wygrał francuski puchar Peugeota 206. W 2008 roku zadebiutował w Rajdowych Mistrzostwach Świata startując w kategorii Junior WRC Citroënem C2 S1600, której został mistrzem z trzema wygranymi rajdami w tej kategorii.

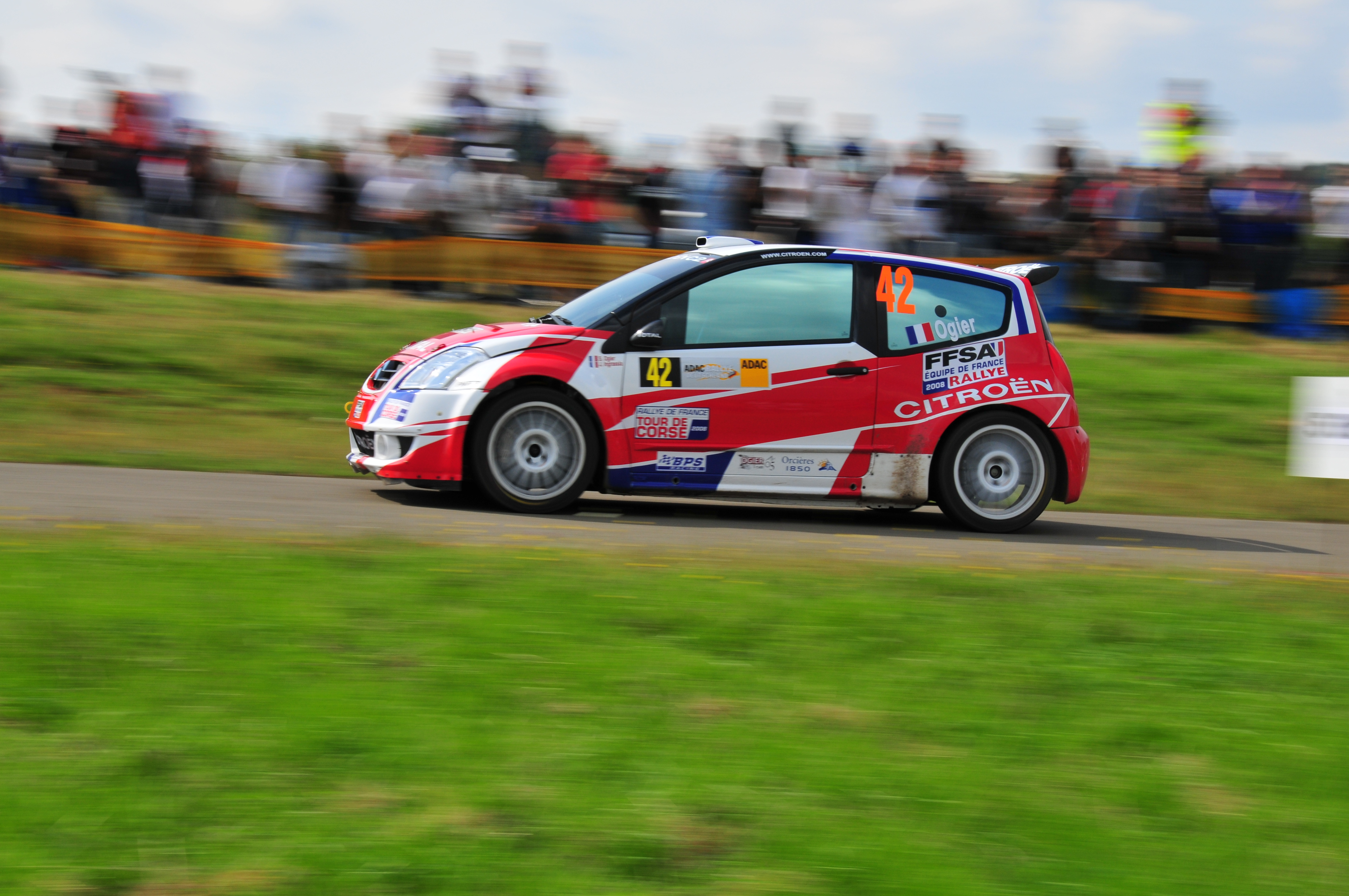
Podczas Rajdu Niemiec w 2008 roku

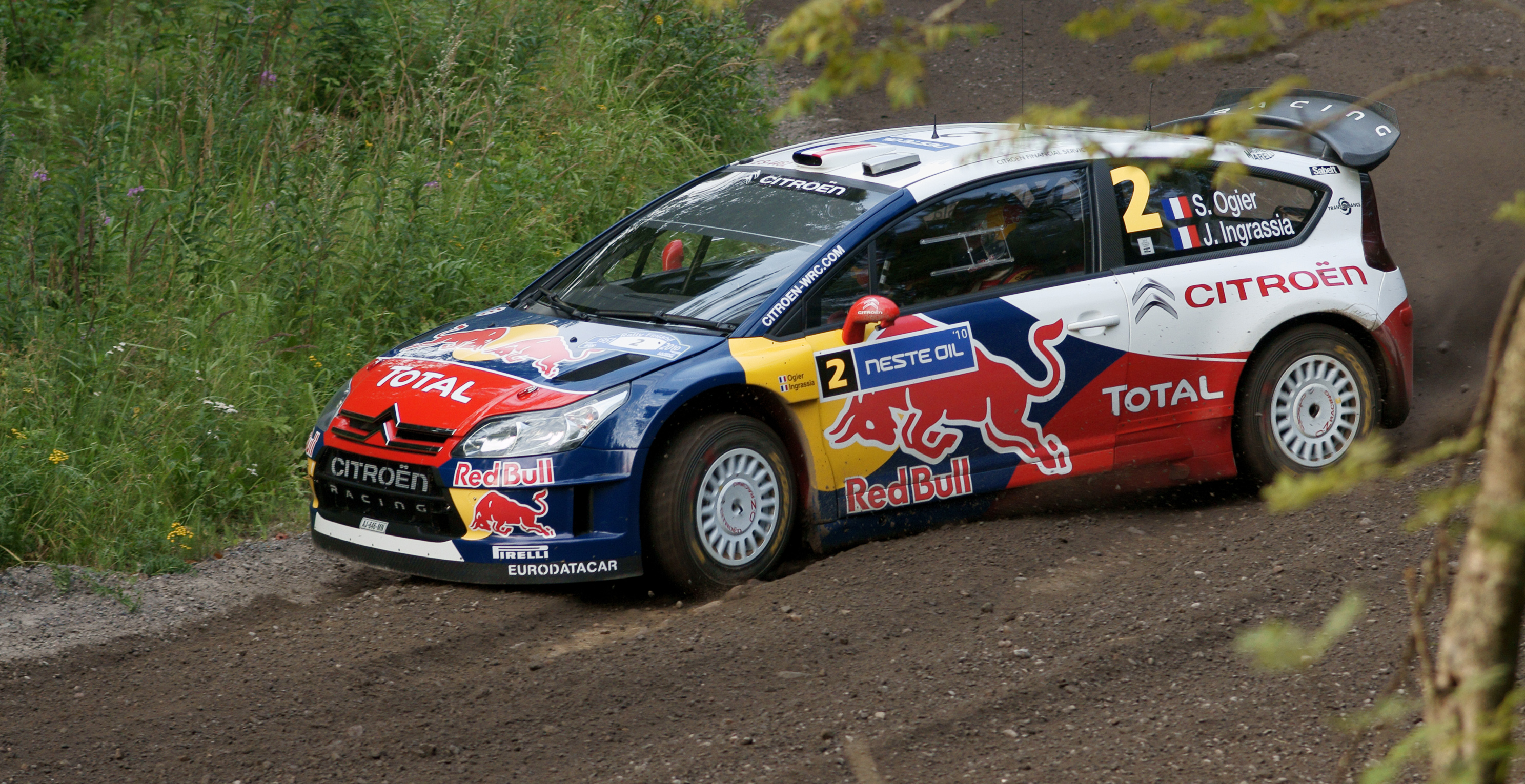
Ogier podczas Rajdu Finlandii w 2010 roku

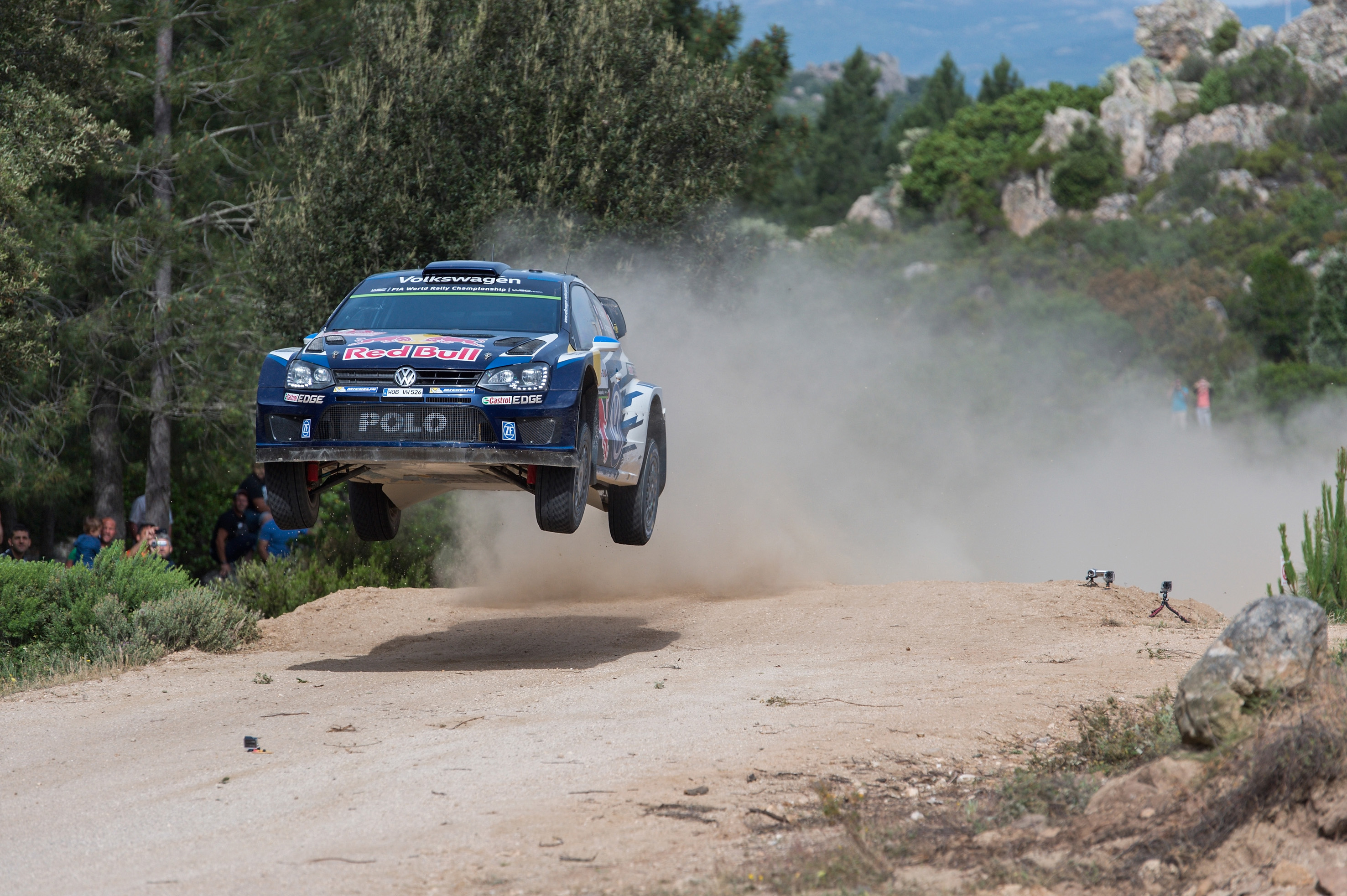
Podczas Rajdu Włoch w 2015 roku

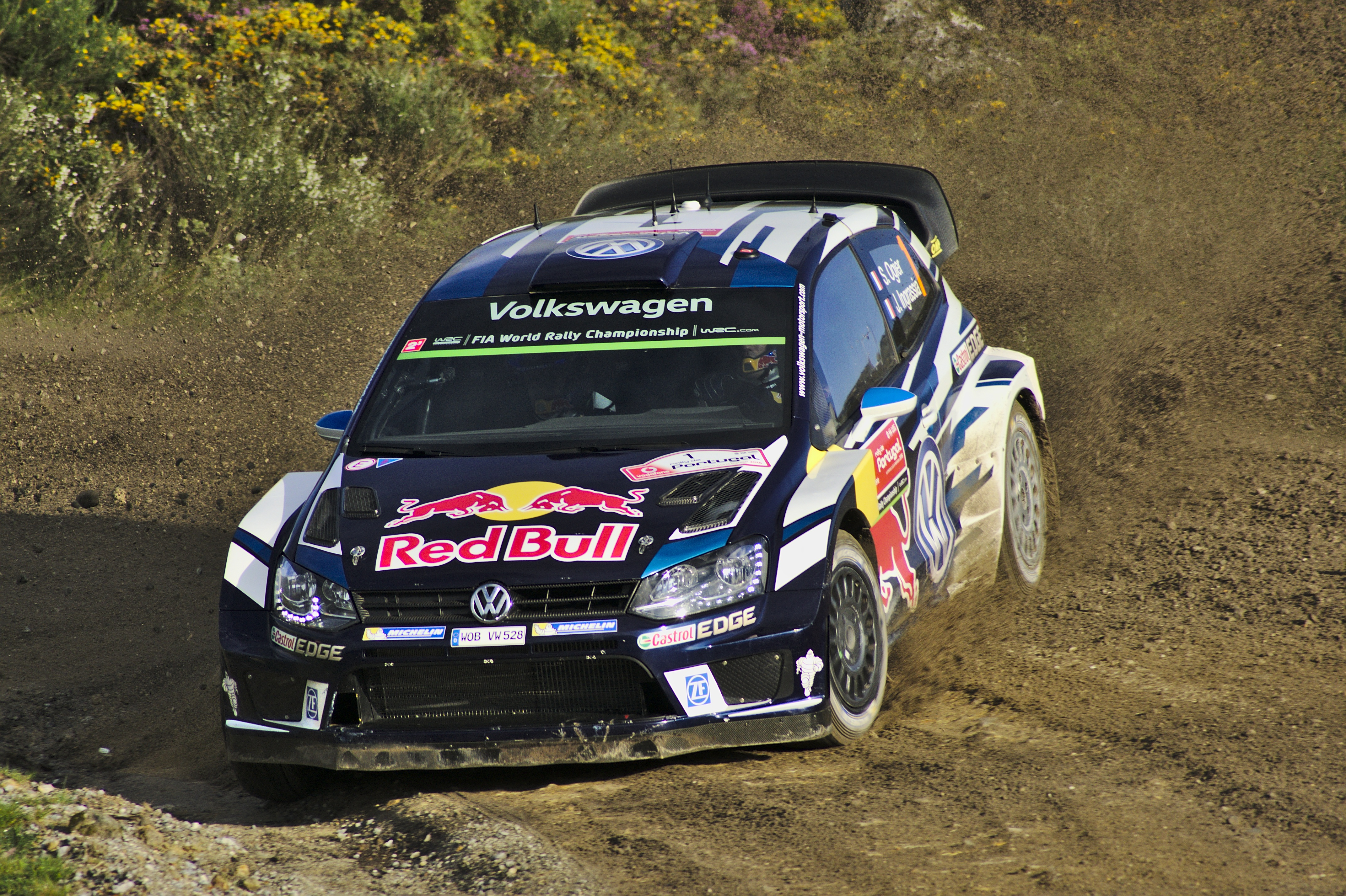
Podczas Rajdu Portugalii w 2016 roku

Po zapewnieniu sobie tytułu mistrzowskiego Ogier dostał możliwość debiutu w Rajdzie Wielkiej Brytanii za kierownicą samochodu WRC – Citroëna C4 WRC. Debiut ten wypadł całkiem pomyślnie, Sébastien wygrał jeden odcinek specjalny i prowadził w rajdzie przez 3 oesy. Ostatecznie jednak zajął 26. miejsce.
W Intercontinental Rally Challenge w 2009 roku zwyciężył w Rajdzie Monte Carlo za kierownicą Peugeota 207 S2000.
W sezonie 2009 kontynuował starty za kierownicą Citroëna C4 WRC w drugim zespole Citroëna – Citroën Junior Team. Najlepszy wynik osiągnął w Rajdzie Grecji, w którym zajął 2. miejsce. Ostatecznie w klasyfikacji sezonu plasował się na 8. pozycji.
W 2010 roku, w dalszym ciągu startował w zespole Citroën Junior Team, a jego partnerem zespołowym był Kimi Räikkönen. Zaliczył też trzy starty w zespole Citroën Total World Rally Team. W sezonie tym odniósł dwa zwycięstwa: w Rajdzie Portugalii oraz Rajdzie Japonii. Ostatecznie w klasyfikacji generalnej mistrzostw zajął 4. miejsce.
W sezonie 2011 rozpoczął regularne starty w głównym zespole Citroëna – Citroën World Rally Team za kierownicą nowego auta – Citroëna DS3 WRC, a jego partnerem zespołowym był Sébastien Loeb. W sezonie odniósł pięć zwycięstw, w tym pierwsze na nawierzchni asfaltowej (Rajd Niemiec 2011). Kilka wypadków w sezonie pozbawiło go jednak większych zdobyczy punktowych i zajął trzecie miejsce w klasyfikacji generalnej. W trakcie sezonu jego relacje z Loebem uległy pogorszeniu z powodu poleceń zespołowych faworyzujących mistrza świata. Ogier nie był z tego zadowolony, czemu dał wyraz kilkukrotnie podczas wywiadów. Trzy dni po zakończeniu sezonu zespół ogłosił rozwiązanie obowiązującego jeszcze przez rok kontraktu z Ogierem. Krótko potem ogłoszono, że Ogier podpisał kontrakt z fabrycznym zespołem Volkswagena, który zadebiutuje w Rajdowych Mistrzostwach Świata w 2013 roku. W 2012 natomiast, współpracując przy przygotowaniach modelu Volkswagen Polo R WRC, jednocześnie startował Škodą Fabią S2000 zajmując 10. miejsce w klasyfikacji.
W sezonie 2013 już w drugiej rundzie, w Rajdzie Szwecji, odniósł pierwsze zwycięstwo dla nowego Volkswagena Polo R WRC. Tego samego roku wygrał dziewięć spośród trzynastu rund Rajdowych Mistrzostw Świata i zdobywając 290 punktów do klasyfikacji generalnej został po raz pierwszy Rajdowym Mistrzem Świata. Sukces ten powtórzył w latach 2014 - 2017.
28 listopada 2017 przedłużył o kolejny sezon swój kontrakt z M-Sport. 28 września 2018 poinformowano, że Ogier podpisze dwuletni kontrakt z zespołem Citroëna.
W 2019 roku przeszedł do Toyota GAZOO Racing WRT po niezbyt udanym sezonie w zespole Citroën Total World Rally Team, który odszedł z WRC. W 2020 oraz 2021 został dominującym Rajdowym Mistrzem Świata.

## Zwycięstwa w rajdach WRC[8]
| Zwycięstwa w rajdach WRC (56) | Zwycięstwa w rajdach WRC (56) | Zwycięstwa w rajdach WRC (56) | Zwycięstwa w rajdach WRC (56) | Zwycięstwa w rajdach WRC (56) |
| #                             | Rajd                          | Sezon                         | Pilot                         | Samochód                      |
| ----------------------------- | ----------------------------- | ----------------------------- | ----------------------------- | ----------------------------- |
| 1                             | 44. Rajd Portugalii           | 2010                          | Julien Ingrassia              | Citroën C4 WRC                |
| 2                             | 6. Rajd Japonii               | 2010                          | Julien Ingrassia              | Citroën C4 WRC                |
| 3                             | 45. Rajd Portugalii           | 2011                          | Julien Ingrassia              | Citroën DS3 WRC               |
| 4                             | 29. Rajd Jordanii             | 2011                          | Julien Ingrassia              | Citroën DS3 WRC               |
| 5                             | 57. Rajd Grecji               | 2011                          | Julien Ingrassia              | Citroën DS3 WRC               |
| 6                             | 29. Rajd Niemiec              | 2011                          | Julien Ingrassia              | Citroën DS3 WRC               |
| 7                             | 54. Rajd Francji              | 2011                          | Julien Ingrassia              | Citroën DS3 WRC               |
| 8                             | 61. Rajd Szwecji              | 2013                          | Julien Ingrassia              | Volkswagen Polo R WRC         |
| 9                             | 27. Rajd Meksyku              | 2013                          | Julien Ingrassia              | Volkswagen Polo R WRC         |
| 10                            | 47. Rajd Portugalii           | 2013                          | Julien Ingrassia              | Volkswagen Polo R WRC         |
| 11                            | 10. Rajd Sardynii             | 2013                          | Julien Ingrassia              | Volkswagen Polo R WRC         |
| 12                            | 63. Rajd Finlandii            | 2013                          | Julien Ingrassia              | Volkswagen Polo R WRC         |
| 13                            | 22. Rajd Australii            | 2013                          | Julien Ingrassia              | Volkswagen Polo R WRC         |
| 14                            | 56. Rajd Korsyki              | 2013                          | Julien Ingrassia              | Volkswagen Polo R WRC         |
| 15                            | 49. Rajd Hiszpanii            | 2013                          | Julien Ingrassia              | Volkswagen Polo R WRC         |
| 16                            | 69. Rajd Wielkiej Brytanii    | 2013                          | Julien Ingrassia              | Volkswagen Polo R WRC         |
| 17                            | 81. Rajd Monte Carlo          | 2014                          | Julien Ingrassia              | Volkswagen Polo R WRC         |
| 18                            | 28. Rajd Meksyku              | 2014                          | Julien Ingrassia              | Volkswagen Polo R WRC         |
| 19                            | 48. Rajd Portugalii           | 2014                          | Julien Ingrassia              | Volkswagen Polo R WRC         |
| 20                            | 11. Rajd Sardynii             | 2014                          | Julien Ingrassia              | Volkswagen Polo R WRC         |
| 21                            | 71. Rajd Polski               | 2014                          | Julien Ingrassia              | Volkswagen Polo R WRC         |
| 22                            | 23. Rajd Australii            | 2014                          | Julien Ingrassia              | Volkswagen Polo R WRC         |
| 23                            | 50. Rajd Hiszpanii            | 2014                          | Julien Ingrassia              | Volkswagen Polo R WRC         |
| 24                            | 70. Rajd Wielkiej Brytanii    | 2014                          | Julien Ingrassia              | Volkswagen Polo R WRC         |
| 25                            | 83. Rajd Monte Carlo          | 2015                          | Julien Ingrassia              | Volkswagen Polo R WRC         |
| 26                            | 63. Rajd Szwecji              | 2015                          | Julien Ingrassia              | Volkswagen Polo R WRC         |
| 27                            | 29. Rajd Meksyku              | 2015                          | Julien Ingrassia              | Volkswagen Polo R WRC         |
| 28                            | 12. Rajd Sardynii             | 2015                          | Julien Ingrassia              | Volkswagen Polo R WRC         |
| 29                            | 72. Rajd Polski               | 2015                          | Julien Ingrassia              | Volkswagen Polo R WRC         |
| 30                            | 33. Rajd Niemiec              | 2015                          | Julien Ingrassia              | Volkswagen Polo R WRC         |
| 31                            | 24. Rajd Australii            | 2015                          | Julien Ingrassia              | Volkswagen Polo R WRC         |
| 32                            | 71. Rajd Wielkiej Brytanii    | 2015                          | Julien Ingrassia              | Volkswagen Polo R WRC         |
| 33                            | 84. Rajd Monte Carlo          | 2016                          | Julien Ingrassia              | Volkswagen Polo R WRC         |
| 34                            | 64. Rajd Szwecji              | 2016                          | Julien Ingrassia              | Volkswagen Polo R WRC         |
| 35                            | 34. Rajd Niemiec              | 2016                          | Julien Ingrassia              | Volkswagen Polo R WRC         |
| 36                            | 59. Rajd Korsyki              | 2016                          | Julien Ingrassia              | Volkswagen Polo R WRC         |
| 37                            | 52. Rajd Hiszpanii            | 2016                          | Julien Ingrassia              | Volkswagen Polo R WRC         |
| 38                            | 72. Rajd Wielkiej Brytanii    | 2016                          | Julien Ingrassia              | Volkswagen Polo R WRC         |
| 39                            | 85. Rajd Monte Carlo          | 2017                          | Julien Ingrassia              | Ford Fiesta WRC               |
| 40                            | 51. Rajd Portugalii           | 2017                          | Julien Ingrassia              | Ford Fiesta WRC               |
| 41                            | 86. Rajd Monte Carlo          | 2018                          | Julien Ingrassia              | Ford Fiesta WRC               |
| 42                            | 15. Rajd Meksyku              | 2018                          | Julien Ingrassia              | Ford Fiesta WRC               |
| 43                            | 61. Rajd Korsyki              | 2018                          | Julien Ingrassia              | Ford Fiesta WRC               |
| 44                            | 74. Rajd Wielkiej Brytanii    | 2018                          | Julien Ingrassia              | Ford Fiesta WRC               |
| 45                            | 87. Rajd Monte Carlo          | 2019                          | Julien Ingrassia              | Citroën C3 WRC                |
| 46                            | 16. Rajd Meksyku              | 2019                          | Julien Ingrassia              | Citroën C3 WRC                |
| 47                            | 12. Rajd Turcji               | 2019                          | Julien Ingrassia              | Citroën C3 WRC                |
| 48                            | 17. Rajd Meksyku              | 2020                          | Julien Ingrassia              | Toyota Yaris WRC              |
| 49                            | Rajd Monza 2020               | 2020                          | Julien Ingrassia              | Toyota Yaris WRC              |
| 50                            | 89. Rajd Monte Carlo          | 2021                          | Julien Ingrassia              | Toyota Yaris WRC              |
| 51                            | Rajd Chorwacji 2021           | 2021                          | Julien Ingrassia              | Toyota Yaris WRC              |
| 52                            | 18. Rajd Sardynii             | 2021                          | Julien Ingrassia              | Toyota Yaris WRC              |
| 53                            | Rajd Safari                   | 2021                          | Julien Ingrassia              | Toyota Yaris WRC              |
| 54                            | Rajd Monza 2021               | 2021                          | Julien Ingrassia              | Toyota Yaris WRC              |
| 55                            | 57. Rajd Katalonii            | 2022                          | Benjamin Veillas              | Toyota GR Yaris Rally1        |
| 56                            | 91. Rajd Monte Carlo          | 2023                          | Vincent Landais               | Toyota GR Yaris Rally1        |

## Starty w rajdach WRC
| Sezon | Zespół                                             | Samochód                                      | 1  | 2  | 3  | 4  | 5  | 6  | 7 | 8       | 9         | 10       | 11    | 12              | 13      | 14               | 15 | 16 | Punkty | Miejsce |
| ----- | -------------------------------------------------- | --------------------------------------------- | -- | -- | -- | -- | -- | -- | - | ------- | --------- | -------- | ----- | --------------- | ------- | ---------------- | -- | -- | ------ | ------- |
| 2008  | Equipe de France FFSA Sébastien Ogier              | Citroën C2 S1600 Citroën C2 R2 Citroën C4 WRC | -  | -  | 8  | -  | 11 | 22 | - | -       | 35        | 19       | -     | NU              | 20      | -                | 26 |    | 1      | 21.     |
| 2009  | Citroën Junior Team                                | Citroën C4 WRC                                | 6  | 10 | NU | 17 | 7  | NU | 2 | NU      | 6         | 5        | 5     | NU              |         |                  |    |    | 24     | 8.      |
| 2010  | Citroën Junior Team Citroën Total World Rally Team | Citroën C4 WRC                                | 5  | 3  | 6  | 4  | 2  | 1  | 4 | 2       | 3         | 1        | 6     | 10              | NU      |                  |    |    | 167    | 4.      |
| 2011  | Citroën Total World Rally Team                     | Citroën DS3 WRC                               | 4  | NU | 1  | 1  | 4  | 3  | 1 | 3       | 1         | 11       | 1     | NU              | 11      |                  |    |    | 196    | 3.      |
| 2012  | Volkswagen Motorsport                              | Škoda Fabia S2000                             | NU | 11 | 8  | 7  | 7  | 7  | - | 10      | 6         | 12       | 11    | 5               | NU      |                  |    |    | 41     | 10.     |
| 2013  | Volkswagen Motorsport                              | Volkswagen Polo R WRC                         | 2  | 1  | 1  | 1  | 2  | 10 | 1 | 1       | 17        | 1        | 1     | 1               | 1       |                  |    |    | 290    | 1.      |
| 2014  | Volkswagen Motorsport                              | Volkswagen Polo R WRC                         | 1  | 6  | 1  | 1  | 2  | 1  | 1 | 2       | NU        | 1        | 13    | 1               | 1       |                  |    |    | 267    | 1.      |
| 2015  | Volkswagen Motorsport                              | Volkswagen Polo R WRC                         | 1  | 1  | 1  | 17 | 2  | 1  | 1 | 2       | 1         | 1        | 15    | NU              | 1       |                  |    |    | 263    | 1.      |
| 2016  | Volkswagen Motorsport                              | Volkswagen Polo R WRC                         | 1  | 1  | 2  | 2  | 3  | 3  | 6 | 24      | 1         | [ 9 ]    | 1     | 1               | 1       | 2                |    |    | 268    | 1.      |
| 2017  | M-Sport World Rally Team                           | Ford Fiesta WRC                               | 1  | 3  | 2  | 2  | 4  | 1  | 5 | 3       | NU        | 3        | 2     | 3               | 4       |                  |    |    | 232    | 1.      |
| 2018  | M-Sport Ford World Rally Team                      | Ford Fiesta WRC                               | 1  | 10 | 1  | 1  | 4  | NU | 2 | 5       | 4         | 10       | 1     | 2               | 5       |                  |    |    | 219    | 1.      |
| 2019  | Citroën Total WRT                                  | Citroën C3 WRC                                | 1  | 29 | 1  | 2  | 3  | 2  | 3 | 41      | 5         | 7        | 1     | 3               | 8       | [ 10 ]           |    |    | 217    | 3.      |
| 2020  | TOYOTA GAZOO Racing WRT                            | Toyota Yaris WRC                              | 2  | 4  | 1  | 3  | NU | 3  | 1 |         |           |          |       |                 |         |                  |    |    | 122    | 1.      |
| 2021  | TOYOTA GAZOO Racing WRT                            | Toyota Yaris WRC                              | 1  | 20 | 1  | 3  | 1  | 1  | 4 | 5       | 3         | 5        | 4     | 1               |         |                  |    |    | 230    | 1.      |
| 2022  | TOYOTA GAZOO Racing WRT                            | Toyota GR Yaris Rally1                        | 2  | -  | -  | 51 | -  | 4  | - | -       | -         | -        | 2     | 1               | 4       |                  |    |    | 97     | 6.      |
| 2023  | TOYOTA GAZOO Racing WRT                            | Toyota GR Yaris Rally1                        | 1  | -  | 1  | 5  | -  | 14 | 1 | -       | -         | 10       | -     | Unia Europejska | Japonia |                  |    |    | 99     | 5.      |
| 2024  | TOYOTA GAZOO Racing WRT                            | Toyota GR Yaris Rally1                        | 2  | -  | -  | 1  | 1  | 2  | - | 2       | 1         | 16       | 36    | NU              | 2       |                  |    |    | 191    | 4.      |
| 2025  | TOYOTA GAZOO Racing WRT                            | Toyota GR Yaris Rally1                        | 1  | -  | -  | 2  | 1  | 1  | 2 | Estonia | Finlandia | Paragwaj | Chile | Unia Europejska | Japonia | Arabia Saudyjska |    |    | 141    | 2.      |

## Występy w JWRC
| Sezon | Zespół                                | Samochód         | 1     | 2     | 3     | 4   | 5     | 6      | 7     | 8 | 9 | Punkty | Miejsce |
| ----- | ------------------------------------- | ---------------- | ----- | ----- | ----- | --- | ----- | ------ | ----- | - | - | ------ | ------- |
| 2008  | Equipe de France FFSA Sébastien Ogier | Citroën C2 S1600 | MEX 1 | JOR 1 | ITA 5 | FIN | DEU 1 | ESP NU | FRA 2 |   |   | 42     | 1.      |

## Wyniki w wyścigach długodystansowych

### FIA World Endurance Championship
| 12 | 8 | 6 | – | – | – |

### 24h Le Mans
| Rok  | Zespół                    | Partnerzy                   | Samochód        | Klasa | Okr. | Poz. gen. | Poz. kl. |
| ---- | ------------------------- | --------------------------- | --------------- | ----- | ---- | --------- | -------- |
| 2022 | Richard Mille Racing Team | Lilou Wadoux Charles Milesi | Oreca 07-Gibson | LMP2  | 366  | 13        | 9        |